# 프레임 삽입
프레임 삽입 공격은 인터넷 익스플로러 5, 인터넷 익스플로러 6, 인터넷 익스플로러 7에서 임의적인 코드를 브라우저에 로드하는 공격이다.  이 공격은 인터넷 익스플로러가 결과 프레임의 목적지를 검사하지 않아서 발생하며, 그러므로 자바스크립트나 VB스크립트 같은 임의적인 코드를 허용한다. 이것은 또한 스크립트들이 자신의 입력을 확인하지 않아서, 코드가 프레임들을 통해 삽입되었을 때도 발생한다. 이 다른 종류의 프레임 삽입은 신뢰되지 않은 입력을 확인하지 않는 모든 브라우저들과 스크립트들에 영향을 미칠 수 있다.